# Socialdarwinism
Socialdarwinism är en gammal och idag diskrediterad samhällsteori och tankeströmning som utvecklades under slutet av 1800-talet och början av 1900-talet. Den bygger på en missuppfattning av Charles Darwins teorier om evolution och "den starkastes överlevnad". Istället för att bara låta det handla om djurens och naturens anpassning till nya omständigheter började vissa använda idéerna för att förklara att "starka" grupper, som ofta syftade på rika och vita människor, hade rätt att dominera över "svaga" grupper, som till exempel fattiga eller personer med annan hudfärg.
Tankarna inom socialdarwinismen påverkade och förstärktes av samtida idéer om ras, sociala skillnader och hur samhället skulle organiseras. Den användes för att rättfärdiga rasism, kolonialism och ekonomiska system (laissez-faire-kapitalism) där fattiga inte fick hjälp. Många av de som stödde dessa idéer hävdade att det var "naturligt" att vissa människor hade det bättre än andra, och att samhället inte skulle hjälpa de som hade det svårt. De menade att samhället skulle bli starkare om de "svaga" slogs ut. Dessa idéer låg också till grund för förtryckande lagar och grymma handlingar mot människor, till exempel program för rashygien, där vissa människor ansågs mer "värdefulla" än de andra som helst inte skulle få skaffa barn eller ens få leva vidare.
Även om Darwin själv aldrig tyckte att hans teorier skulle användas på det här sättet, blev socialdarwinismen populär i början av 1900-talet. Den användes av grupper som nazisterna för att motivera deras förtryck och folkmord, till exempel under Förintelsen. På grund av detta och att teorin byggde på pseudovetenskap (falsk vetenskap), förkastades den helt under 1900-talets andra hälft.

## Historik och innebörd
Termen har fått sitt namn efter användandet av darwinistiska förklaringsmodeller på sociala förhållanden, trots att teorierna inte har sitt direkta ursprung hos Darwin, då de kan sägas bygga på snarlika principer som Darwins naturliga urval. Det naturliga urvalet förklarar hos Darwin artbildningen hos populationer som utfallet av tävlan mellan individuella organismer om begränsade resurser. Med begreppet Survival of the fittest, myntat av antropologen Herbert Spencer, menas dock ett snarlikt urval i samhället som inte har sin grund i genetik.
Termen användes först i Europa år 1877 och populariserades i USA år 1944 av den amerikanske historikern Richard Hofstadter. Termen ”socialdarwinism” har sällan använts av förespråkare, utan främst pejorativt av motståndare. Ofta utan att dessa åsikter baseras på utvecklingsteori.
Grundprincipen är att människans och samhällets utveckling sker genom utslagning av svaga individer; endast de bäst lämpade överlever och för sina gener vidare till kommande släktled. Därför är man motståndare till socialpolitiska insatser för de svaga och utslagna. Fattigdomen har enligt socialdarwinismen en funktion att fylla; den rensar samhället från svaga individer och hindrar dessa att föra sina dåliga gener vidare. Skillnader i samhället är dessutom en naturlig och nödvändig följd av samhällets utveckling. Inskränkningar i den ekonomiska friheten är skadliga, eftersom de hindrar samhället från att utvecklas. Dessa tankar låg nära de allmänna politiska strömningarna i det sena 1800-talets Europa.
I sin ursprungliga betydelse syftade dock socialdarwinismen på en tanke på evolutionär utveckling av samhället genom fri konkurrens som inte hade med genetik att göra, såväl tankar, politiska system och levnadssätt genom en fri konkurrens automatiskt utvecklas i riktning mot att högre stående och bättre samhällen.

## Berömda former av socialdarwinism
Socialdarwinismen anses ofta vara grundlagd av Herbert Spencer och Darwins kusin Francis Galton (se Eugenik) som sägs tillämpa Charles Darwins naturvetenskapliga evolutionsteori i samhällsstrukturen. Spencer hade redan före Darwin lagt fram en evolutionsteori som han menade gällde för alla företeelser i tillvaron, inklusive hur samhällen utvecklas. Han såg utvecklingen som en naturlag och ansåg att det etiskt riktiga måste överensstämma med naturens principer. Spencer var inte darwinist, utan en ledande lamarckist – och argumenterade flitigt emot darwinismen.
Socialdarwinism förknippas ofta med ett allmänt motstånd mot regleringar och statliga ingripanden. Herbert Spencer och sociologen William G Sumner är exempel på socialdarwinister som tar ställning för Laissez faire. Socialdarwinismen hade sin största utbredning i USA. Varken Spencer eller Sumner ville att staten skulle inverka i det naturliga urvalet, varken för att stoppa det eller skynda på det. Djungelns lag skulle inte råda i mänskliga samhällen, men samhället skulle tillåtas att utvecklas. Både Sumner och Spencer stödde välgörenhet och var motståndare till imperialismen.
Trots att termen har applicerats på påståendet att Darwins evolutionslära kan användas för att förstå den sociala uthålligheten hos en nation eller ett land, så används den ofta för att beteckna idéer som föregår Darwins publicering av Om arternas uppkomst. En annan som har fått stämpeln är till exempel den under 1700-talet verksamma klerken Thomas Malthus. Darwin själv tog avstånd från socialdarwinismen.
Den är en fundamental del av den nationalsocialistiska och fascistiska ideologin. Den var särskilt inflytelserik under slutet av 1800-talet, men hade starkt inflytande fram till andra världskriget.

## Socialdarwinismens grund i en förlegad biologi
Spencer hävdade att klasskillnaderna var ett oundvikligt resultat av det naturliga urvalet. Lamarcks evolutionsteori hävdade att evolutionen innebar ett ständigt framåtskridande mot mer "avancerade" former. Dessa åsikter kombinerades i socialdarwinismen med Haeckels biogenetiska lag och rekapitulationsteorin, vilka bland annat innehåller idén om att organismer kan ordnas i en stege från enkla till avancerade stadier (Scala Naturae) och att evolutionen verkar genom att nya stadier läggs till gamla stadier. Tillsammans bildade dessa en teori som sade att det fanns en naturlig ordning av människor med svarta och kvinnor längst ner, och ovanför vita medelklassmän upp till vita överklassmän som den mest avancerade formen av mänskligt liv. Samtliga ovanstående idéer som låg till grund för socialdarwinismen är nu förkastade av biologin. 
Under 1800-talet saknade man dessutom kunskap om ärftlighetens mekanismer.